# 關中本位政策
關中本位政策，是史學家陳寅恪所提出的學說，用以闡釋西魏、北周、隋、唐四代政權的特點。
最早宇文泰採用蘇綽建議，制定關中本位政策，消除胡漢隔閡，並以均田制的名義控制農民。最後結合成「關隴集團」，當時的豪族亦大部份都加入這集團。隋煬帝喜巡幸，嚴重破壞了關中本位政策。唐太宗為了落實關中本位政策，將全國過半的兵力集中於關中一帶，使中央實力大增。陳寅恪指出：“李唐承宇文泰‘關中本位政策’，全國重心在西北一隅。”武則天掌權以後，開始瓦解關隴集團，崇尚進士文詞之科，使文武分家。到唐玄宗时關中本位政策破坏已尽，地方勢力興起，唐室也从此衰落。